# Halemweg (metropolitana di Berlino)
Halemweg è una stazione della metropolitana di Berlino, sulla linea U7.

## Storia
La stazione di Halemweg fu progettata come parte del prolungamento della linea 7 dall'allora capolinea di Richard-Wagner-Platz a Rohrdamm; tale tratta venne aperta all'esercizio il 1º ottobre 1980.